# Enicospilus yamanakai
Enicospilus yamanakai là một loài tò vò trong họ Ichneumonidae.